# Minigonne
Le minigonne o bandelle laterali, sono un componente estetico e aerodinamico delle carrozzerie delle automobili, utilizzate prevalentemente nei modelli sportivi e ad alte prestazioni.

## Principio
Le minigonne, in campo automobilistico sono delle strutture che sfruttano due principi:
- Il fenomeno di deportanza (al contrario degli aeroplani).
- L'effetto suolo per aumentare l'aderenza della vettura al fondo stradale con l'aumentare della velocità.

## Uso

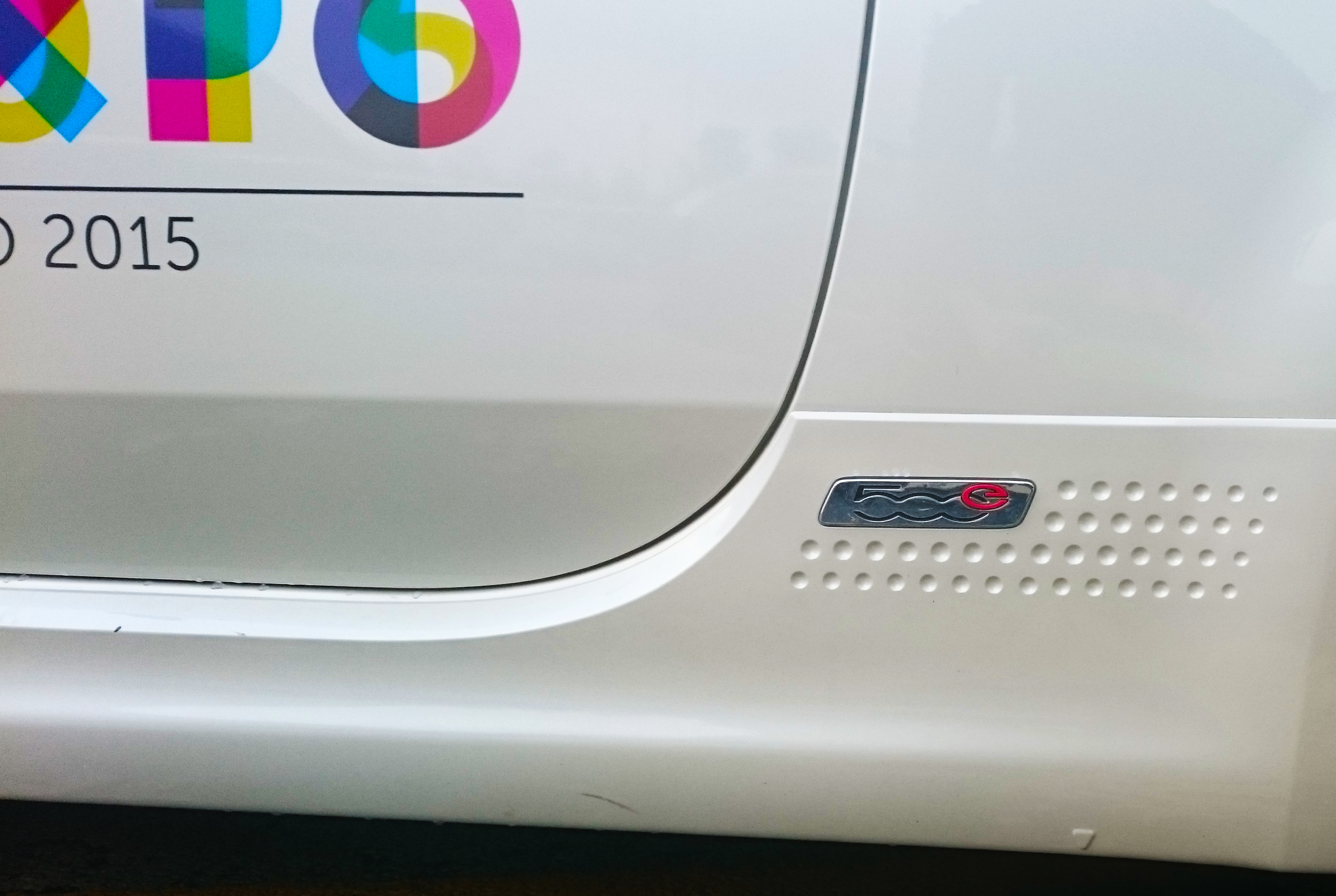
Dettaglio di una delle minigonne laterali di una Fiat 500e

Questo elemento per avere una funzione prestazionale, deve essere abbinato almeno ad uno spoiler (veicoli) o un diffusore, in quanto altrimenti viene meno la sua funzione, che è quella di evitare rigurgiti laterali.
L'utilizzo di tali tecniche è stato ormai abbandonato sulle vetture di serie, dato che il guadagno risulta esiguo e risultano poco adatte per il tipo di pavimentazione stradale, che può presentare buche o vari dossi che possono rovinare tale elemento, mentre permane ancora sulle vetture sportive e (ove il regolamento tecnico lo consente) da competizione, che per esigenze tecniche sono alleggerite rispetto ai modelli di serie.

## Descrizione
Le minigonne sono generalmente costituite da lastre sottili in materiali compositi (resine), poco larghe e molto lunghe, che vengono ubicate al lato dell'automobile fra le due ruote, perpendicolarmente al suolo. Questi componenti comprendono quasi tutta l'area del passo e hanno un'altezza che va dal fondo del veicolo fino alla superficie dell'asfalto, e per poter seguire il fondo del veicolo e adattarsi al tipo d'asfalto possono arrivare ad assumere forme molto elaborate.
Tali componenti possono essere a sé stanti oppure integrati (in casi di auto da competizione) nella carrozzeria del veicolo, e possono presentare prese d'aria per il raffreddamento dei freni posteriori.

## Materiali
I materiali utilizzati per la loro realizzazione possono essere:
- Polimerici
- Metallici
- Fibra di carbonio

## Scopo

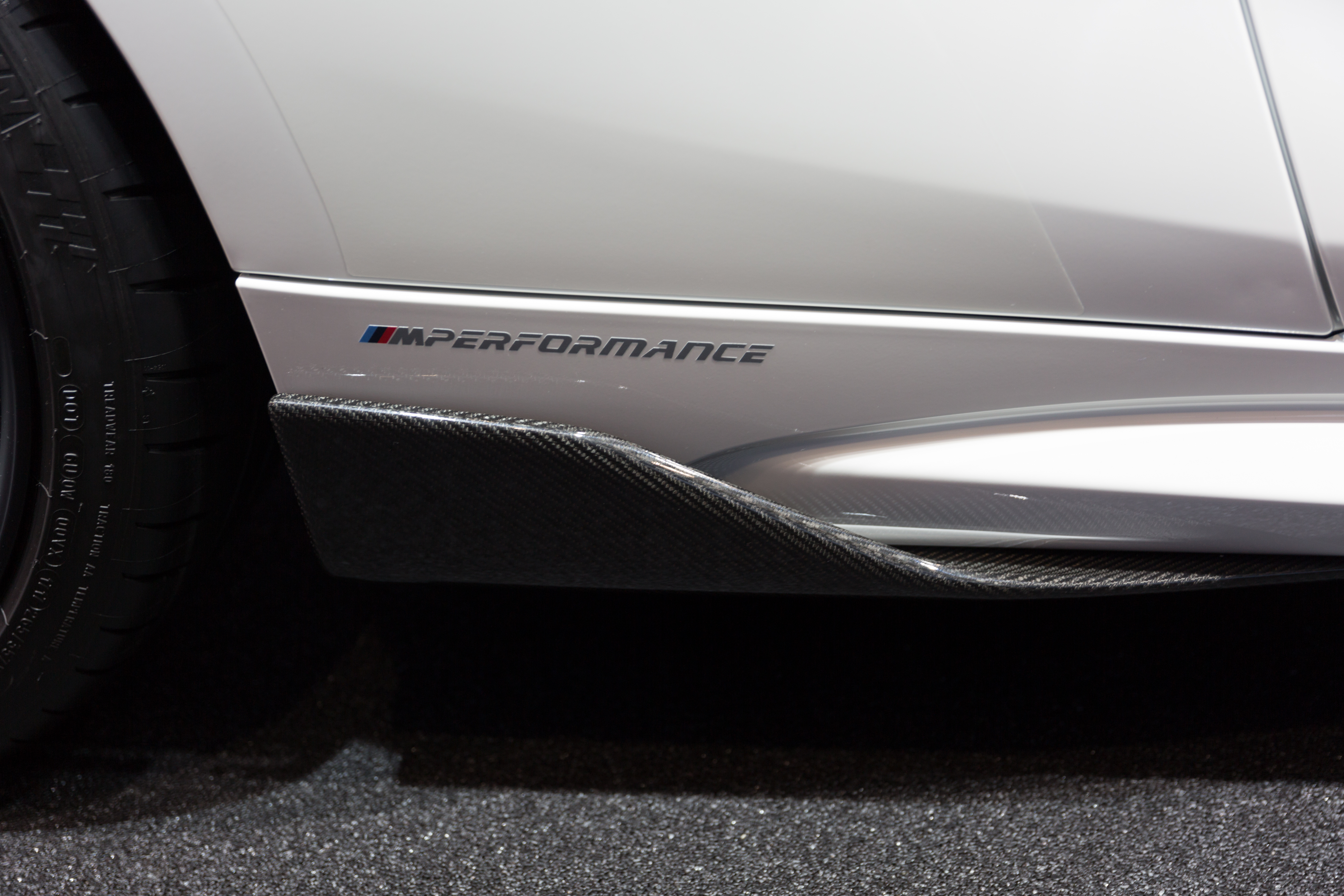
Minigonna laterale di una BMW M2

Le minigonne laterali sono usate per due scopi e generalmente le minigonne servono per uno solo di questi:
- Aderenza: in un'autovettura, assieme all'utilizzo di un fondo vettura ad ala rovesciata e dell'estrattore dell'aria nella parte posteriore, la loro funzione è prevalentemente quella di sigillare meglio il fondo vettura con il suolo sottostante, contribuendo in questo modo ad aumentare la deportanza e aumentare la stabilità dell'auto nonché, anche se con un effetto minimo, di ridurre l'attrito dell'aria.
- Estetico: apprezzati dagli appassionati dilettanti o professionisti del tuning, conferiscono ad un automezzo una linea più rasente il suolo, richiamando i veicoli sportivi e da competizione.

## Utilizzo nelle competizioni
Questo elemento aerodinamico fu introdotto per la prima volta nelle competizioni sportive dalla Lotus nel Campionato di Formula 1 stagione 1977, in particolare sulla monoposto Lotus 78, prima vettura ad effetto suolo totale, mettendo in pratica il Principio di Bernoulli. I tecnici inglesi progettarono delle pance laterali, nelle quali erano alloggiati i radiatori, con un fondo a superficie alare rovesciata: questo accorgimento permetteva di ottenere un carico aerodinamico notevolmente superiore rispetto alle monoposto rivali che ne erano prive. Le minigonne avevano una funzione complementare: servivano a sigillare più efficacemente la superficie dell'asfalto con il fondo alare della monoposto, separando nettamente i flussi d'aria tra il sottoscocca e l'esterno della vettura incrementando l'Effetto Venturi.
Un ulteriore affinamento di questo componente è rappresentato dalla successiva introduzione delle bandelle laterali scorrevoli verticalmente: le minigonne non erano più sottili lamine fisse, bensì diventavano mobili, potendo compiere escursioni verticali anche di alcuni centimetri adattandosi alle sconnessioni della pista e agli scuotimenti delle sospensioni mantenendo un sigillo aerodinamico più efficiente. In breve questa soluzione venne adottata da tutte le scuderie di F1, ma nel 1981 la FIA bandì le minigonne a paratie scorrevoli considerandole alla stregua di dispositivi aerodinamici mobili, vietati dal regolamento tecnico, imponendo invece l'uso di paratie rigide. Per ovviare al divieto, le squadre di F1 reagirono introducendo sospensioni molto rigide che limitavano il pompaggio delle monoposto e che mantenevano le minigonne fisse più vicine possibile al fondo stradale garantendo un'elevata deportanza; tuttavia la rigidità delle sospensioni causò a molti piloti forti dolori alla schiena. La FIA cercò quindi di imporre per regolamento un'altezza minima da terra di 6 cm ma il tentativo fallì, prima per l'utilizzo sulle monoposto di martinetti idraulici in grado di sollevarle in occasione dei controlli e di abbassarle mentre giravano in pista, poi per l'utilizzo di molle che ad alta velocità si comprimevano sotto la pressione del carico aerodinamico. Per ragioni di sicurezza la FIA decise bandire le minigonne a partire dal 1983, introducendo l'obbligo del fondo piatto sulle monoposto.
Negli anni a seguire, per cercare di ridurre i problemi legati alla mancanza delle minigonne e sfruttare maggiormente il fondo piatto, si è sempre cercato di mantenere l'altezza da terra il più costante e bassa possibile per evitare il crearsi di turbolenze ed infiltrazioni che riducessero l'efficienza del diffusore, tramite sospensioni provviste di sistemi di compensazione del rollio e del beccheggio ed in alcuni casi anche con inclinazioni positive del fondo piatto (retrotreno basso/assetto cabrato) in modo che funga da effusore.
Altre soluzioni sono state le minigonne termiche.

### Minigonne termiche
Nelle competizioni di Formula 1 l'effetto delle minigonne è stato ricreato utilizzando i gas caldi dello scarico per sigillare i lati del fondo vettura, in modo da ridurre le interferenze e infiltrazioni che si creano lungo il fondo (inficiandone la funzione di diffusore). Questo permette di inclinare maggiormente il fondo piatto della vettura (rake), facendogli svolgere l'azione di diffusore.

### Minigonne pneumatiche
In Formula 1 con il cambio regolamentare del 2022, si è ritornato alle vetture ad effetto suolo, ma senza le classiche minigonne, sostituite da una particolare configurazione del fondo, che spinge parte dell'aria che entra nel canale venturi ai lati della vettura per evitare rigurgiti e garantire il funzionamento e sfruttamento del canale, inoltre alcune vetture hanno ampliato l'effetto anche tramite una spinta laterale sulla facciata superiore del piano venturi, tramite uno sfruttamento di una particolare conformazione delle pance laterali.
Queste nuove vetture sono state caratterizzate, chi più, chi meno o per nulla dal fenomeno del pompaggio aerodinamico (porpoising in inglese), che porta al saltellamento del retrotreno della vettura.